# Geschichten aus dem Wienerwald (film)
Pour les articles homonymes, voir Légendes de la forêt viennoise et Geschichten aus dem Wienerwald.
Pour plus de détails, voir Fiche technique et Distribution.
Légendes de la forêt viennoise (en allemand : Geschichten aus dem Wienerwald) est un film dramatique austro-allemand de 1979 réalisé par Maximilian Schell.
Le film est adapté de la pièce d'Ödön von Horváth et a été sélectionné en tant qu'entrée autrichienne pour le meilleur film en langue étrangère à la 52e cérémonie des Oscars, mais n'a pas été accepté en tant que nommé. C'est le dernier film de l'actrice Lil Dagover qui a commencé sa carrière cinématographique dans les années 1910.

## Synopsis
A Vienne, en 1930, une jeune femme tombe amoureuse d'un joueur et quitte son fiancé, un vulgaire boucher. Ils forment un couple et ont un bébé, mais il s'ennuie et les quitte. Sans moyens de subvenir à ses besoins, sa chute commence.

## Fiche technique
- Titre original : Geschichten aus dem Wienerwald
- Titre français : Légendes de la forêt viennoise
- Réalisation : Maximilian Schell
- Scénario : Christopher Hampton, Maximilian Schell, d'après la pièce d'Ödön von Horváth
- Photographie : Klaus König
- Montage : Dagmar Hirtz
- Musique : Toni Stricker
- Pays de production : Allemagne de l'Ouest, Autriche
- Langue originale : allemand
- Format : couleur
- Genre : drame
- Durée : 90 minutes
- Dates de sortie :  
  - Allemagne de l'Ouest : 24 août 1979

## Distribution
- Birgit Doll : Marianne
- Hanno Pöschl : Alfred
- Helmut Qualtinger : Zauberkönig
- Jane Tilden : Valerie
- Adrienne Gessner : la grand-mère d'Alfred
- Götz Kauffmann : Oskar
- André Heller : Hierlinger
- Norbert Schiller : Rittmeister
- Eric Pohlmann : Monsieur
- Robert Meyer (de) : Erich
- Martha Wallner : la mère d'Alfred
- Walter Schmidinger : Conférencier
- Elisabeth Epp : Baroness
- Lil Dagover : Helene (dans son dernier rôle au cinéma)
- Vadim Glowna : Beichtvater
- Vera Borek : A lady
- Gerry Kronberger : Havlitschek
- Maria Engelstorfer : Aunt
- Heinrich Starhemberg : un invité (comme Henry Gregor)
- Manuela Dutter : Ida
- Sissy Weiner : Mausi (comme Elisabeth Weiner)
- Maximilian Schell : visiteur au théâtre  (non crédité)